# D.D.D. (曲)
「D.D.D.」（トリプルディー）は、倖田來未の楽曲で、SOULHEADとのコラボレーション・ソングである。2005年12月21日に倖田の21枚目のシングルとして発売された。発売元はrhythm zone。

## 解説
日本の音楽史上初となる、12週連続シングルリリース第3弾・5万枚完全限定生産作品。シングルジャケットイメージはロンドン（イギリス）。
表題曲「D.D.D.」に参加したSOULHEADは、作詞・作曲・編曲・プロデュースなどの4つを自ら手がけている。
今回の12週連続シングルリリースにおける各シングルジャケットで彼女は世界各国・地方の民族衣装を着ている。
この曲の"D.D.D."は"Diamond Diamond Diamond"の略で、曲タイトルの「D.D.D.」には、女性は3つのダイヤモンドにも勝る、また、輝いているなどといった意味が込められている。
翌年の2006年3月に開催されたスペースシャワーTVが主催のミュージック・ビデオの祭典「SPACE SHOWER MVA 06」では、BEST COLLABORATION VIDEOの受賞も果たしている。この授賞式では楽曲は披露されなかったものの、倖田來未とSOULHEADの両者が揃って出演・トロフィーの授与を受けている。
また、フィーチャリング相手のSOULHEADは2006年2月1日に「XXX feat. KODA KUMI」という、「D.D.D.」と対になる曲を発表しており、この曲はシングル「Pray／XXX feat. KODA KUMI」、アルバム『Naked』にそれぞれ収録されている。

## 収録曲
（作詞：SOULHEAD / 作曲：SOULHEAD・OCTOPUSSY / 編曲：OCTOPUSSY）
1. D.D.D. feat. SOULHEAD [4:11]
2. D.D.D. feat. SOULHEAD -Instrumental- [4:10]

## タイアップ
- スズキ「シボレー・MW」CMソング (#1)
※ 後に起用された。

## 収録アルバム
- D.D.D. feat. SOULHEAD
  - 『BEST 〜second session〜』
  - 『BEST 〜2000-2020〜』
    - 「D.D.D. -BEST 〜2000-2020 ver.-」の再録バージョンも収録

## 収録ライブ映像
- D.D.D. feat. SOULHEAD (※SOULHEADとの共演は無し)
  - 『KODA KUMI LIVE TOUR 2006-2007 〜second session〜』
    - 『MY NAME IS...』(ファンクラブ限定盤)

  - 『KODA KUMI SPECIAL LIVE “Dirty Ballroom” 〜One Night Show〜』(TRICK)
  - 『KODA KUMI LIVE TOUR 2009 〜TRICK〜』(メドレー)
  - 『KODA KUMI 2009 TAIWAN』(メドレー)
  - 『Dream music park』(メドレー)
  - 『Rhythm Nation '06』(Beach Mix)
  - 『KODA KUMI LIVE TOUR 2013 〜JAPONESQUE〜』
  - 『Koda Kumi 15th Anniversary First Class 2nd LIMITED LIVE at STUDIO COAST』(WALK OF MY LIFE、ファンクラブ限定盤)
  - 『KODA KUMI LIVE TOUR 2018 -DNA-』(ファンクラブ限定盤)
  - 『KODA KUMI LIVE TOUR 2019 re(LIVE) -Black Cherry- & -JAPONESQUE-』
    - 『KODA KUMI LIVE TOUR 2019 re(LIVE) 〜JAPONESQUE〜』